# Эмин Ходжа
Эмин Ходжа (1684/85—1777) (чагат. ايمن خواجه‎)— уйгурский религиозный и политический деятель середины и второй половины XVIII века.

## Биография
Эмин Ходжа был рождён в Турфане в 1684 году. Его родословная восходит к знаменитому кашгарскому суфийскому мастеру XVI века — Ходжа Мухаммад Шарифу, известного как составителя биографии Сатук Богра Хана и получившего огромное влияние во дворе таких ханов Могульского Ханства как Абд ар-Рашид Хана (1533/34 — 1559/60) и Абд ал-Карим Хана (1559/60 — 1590/91). Однако во времена правления Мухаммад Хана (1590/91 — 1608/9) влияние потомков Ходжи Мухаммад Шарифа в Кашгарии ослабло и некоторые из них позже уже осели в районе Турфана и от которых уже ведут своё происхождение дед Эмина Ходжи — Суфи Ходжа и его сын и соотвественно отец Эмина Ходжи — Нияз Ходжа.
В его официальной биографии указывается то что дед и отец Эмин Ходжи принадлежали к ахунам поселения Караходжа в районе Астаны рядом с которым расположен мазар легендарного караханидского гази Алп Ата который по преданиям был возведён в ранг святых во время священной войны караханидов-мусульман с неверными уйгурами-буддистами государства Кочо, усыпальница семьи Эмин Ходжи также расположена вблизи этого мазара. Умер от болезни в 1777 году в Кашгаре.

### Политическая карьера в период до крушенияДжунгарского ханства
Эмин Ходжа служил в должности хакимбека (губернатора) города Пичан на востоке Турфанского оазиса пока в середине 20-х годов XVIII века джунгары не переселили большое количество нелояльных турфанцев (в числе которых также был и Эмин Ходжа) в регионы городов Уч и Аксу. После своего побега из плена в начале 30-х годов XVIII века Эмин Ходжа занимался продажей продовольствия для цинских гарнизонов на востоке от Турфана. В 1732 году он возглавил группу турфанцев из 10 тыс. человек направляющиеся в регион Ганьсу дабы податься в подданство Империи Цин, где цинские чиновники разместили их в районе недалеко от Гуачжоу назначив Эмин Ходжу их наместником и присудив ему титул джасах.

### Противостояние с джунгарами на стороне Империи Цин
После смерти Галдан Цэрена в Джунгарском ханстве наступили смуты что открыло возможность для уйгуров и Империи Цин сместить джунгаров с их позиций. В 1755 году Эмин Ходжа возглавил группу турфанских воинов из Гуачжоу которые были вовлечены в компанию по вторжению на территорию Джунгарского ханства на стороне Империи Цин. В тот же период на стороне Цинов из представителей другой уйгурской элиты также выступал человек по имени Манлик в прошлом носивший при джунгарских ханах титул бека Турфана и следовательно наряду с Эмин Ходжу имел свои претензии на управление Турфанским регионом. Позже цинские чиновники возвысили Манлика на такой же ранг джасаха как и Эмин Ходжи и вверили ему управление западом Турфанского оазиса, когда Эмин Ходже досталось управление востоком соответственно. В 1757 году Манлик был казнён за подозрение в заговоре против цинов, что оставило Эмин Ходжу как единственного лояльного к маньчжурам представителя из уйгурских аристократов Турфана. Несмотря на преклонный возраст Эмин Ходжа вместе со своей семьёй будет оставаться как самый влиятельный мусульманский чиновник представляющий Империю Цин в Таримском бассейне под титулом джасах джунванг.

### Правления Эмин Ходжы в Кашгарии, Или и Уйгуристане
В период правления Императора Цяньлуна, турфанская знать заняла практически все высокие позиции в управлении городов Кашгара, Яркенда и Или. В 1760-х годах, Эмин Ходжа сам руководствался в делах этих регионов с другими мусульманскими странами. Занимающий по факту позицию консула, он имел право напрвалять мемориалы напрямую к императору. Его влияние было настолько высоко то что некоторые цинские чиновники были встревожени тем фактом то что к нему обращаются как к хану. Цины никогда полностью доверяли таким аристократам как Эмин Ходжа и были встревожены его ростущем влиянием.

## Потомки и наследники
У Эмин Ходжи было восемь сыновей:
1. Нур Мухаммад
2. Сулейман, который унаследовал титул джуванга но, но затем был смещён со своей позиции после совершения преступления;
3. Муса, получил титул принца 6-го ранга;
4. Авранзоф, получил титул тайджи 1-й степени, жизнь и деятельность его проходили в Или;
5. Шайфуллах, получил титул тайджи 2-й степени;
6. Искандер, унаследовал титул джуванга;
7. Фаридун, носил титул тайджи 2-й степени, его жизнь и деятельность проходили в Лукчуне;
8. Бахрам, получил титул тайджи второй степени[2].

Семьи потомков Эмин Ходжи продолжали оставаться влиятельными среди уйгуров и часто носили титулы беков. Согласно хронологии, составленной одним из современных потомков Эмин Ходжи — Огузханом хажи Саби хажи, — после его смерти в 1777 году и вплоть 1911 года, начиная от Сулейман-вана и до Мамут-вана на протяжении 134 лет правило семь поколений ванов. После Синьханьской революции представители этой династии были отстранены от власти и уже известны как просто крупные землевладельцы.

#### Годы наместничества Эмин Ходжи и его наследников, находившихся в Лукчуне[3]
1. Имин-ван: 1759—1777 годы
2. Сулейман-ван: 1777—1779 годы
3. Искандер-ван: 1779—1811
4. Юнус-ван: 1811—1814 годы
5. Фаридун-ван: 1814—1815 годы
6. Мухаммат Саиди-ван: 1815—1827 годы
7. Афиридин-ван: 1827—1873 годы
8. Султан-Мамут-ван: 1881—1900 годы
9. Имин-ван: 1900—1932 годы
10. Матсайит-ван: 1932—1949 годы

#### Годы нахождения у власти потомков Эмин Ходжи на территории региона Или[3]
1. Муса-гон: 1761—1768 годы;
2. Авранзоф: 1768—1805 годы;
3. Миликзат: 1805—1814 годы;
4. Хошнизат: 1814—1818 годы;
5. Халзатхан: 1818—1854 годы;
6. Мазамхан-тажи-хакимбек: 1854—1866 годы;
7. Ильяс хаким (Бек-младенец): 1883—1892 годы;
8. Нурниса ханум Хечким-ача — дочь Ильяса хакима (Бек-младенца): 1892—1920 годы;
9. Миргияс хаким (Джахангир-бек, больше известный в народе как Хаким-бек-ходжа): 1920—1957 годы.

### Династический брак счингизидами
В 1904-м году произошёл первый «королевский» брак в Синьцзане между Эмин Ходжой (известный в народе как Саран-ван, сын Султана Махмуда) и дочкой Максуд Шаха из Комула, последнего известного представителя из династии туглуктимуридов.

## Минарет Эмин Ходжи

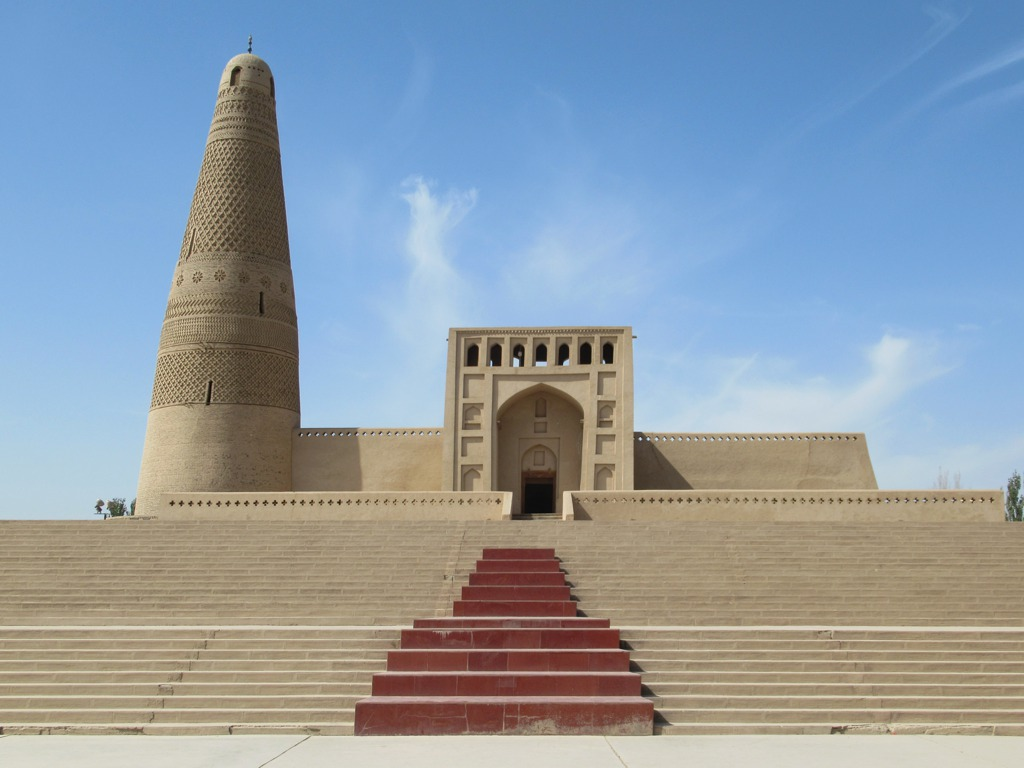
Минарет Эмин Ходжи

Минарет Эмин или Башня Эмин стоит у уйгурской мечети, расположенной в Турфане, Синьцзян, Китай. На высоте 44 метра (144 фута) это самый высокий минарет в Китае.